# Холмирзаев, Шукур
Шукур Холмирзаев (1940—2005) — узбекский писатель и журналист. Родился в селе Шахидлар Байсунского района Сурхандарьинской области. В 1957—1962 годах был студентом отделения журналистики филологического факультета Ташкентского государственного университета. После окончания университета работал в ряде издательств и редакциях газет и журналов. Народный писатель Узбекистана (1991).

## Произведения
- «На белом коне» — повесть (1962)
- «Вольны» — повесть
- «Последнее пристанище» — роман (1976)
- «Над пропастью» — роман (1984)
- «Путешественник» — роман
- «Страшилище» («Олабужи») — роман (1991)
- «Динозавр» — роман (1996)
- «Банкет» — пьеса
- «Черный овраг» — пьеса